# Фарес, Абдеррахман
Абдеррахман Фарес (араб. عبد الرحمان فارس‎) — государственный и политический деятель Алжира. В 1962 году занимал должность президента Временного исполнительного совета Алжира.

## Биография
Родился 30 января 1911 года в алжирском городе Амалу. Его родители были родом из Кабилии, вели скромный образ жизни. Абдеррахман Фарес окончил юридический факультет в Университете Алжира, работал нотариусом. Затем занимал различные должности на государственной службе во Французском Алжире. После начала Войны за независимость Алжира, Абдеррахман Фарес вступил во Фронт национального освобождения и с 3 июля по 20 сентября 1962 года занимал должность президента Временного исполнительного совета Алжира.
После победы Алжира в войне за независимость Абдеррахман Фарес вступил в конфликт с первым премьер-министром страны Ахмедом бен Беллой. Абдеррахман Фарес был снят с должности президента Временного исполнительного совета Алжира. В июле 1964 года его поместили под домашний арест в южном пригороде города Алжира. В июне 1965 года попал под президентскую амнистию Ахмеда бен Беллы. После освобождения Абдеррахман Фарес ушёл из политической деятельности и вернулся к работе нотариусом. Скончался 13 мая 1991 года в Земмури.